# Merab Megreladze
Merab Megreladze (in georgiano მერაბ მეგრელიძე?; Ozurgeti, 26 gennaio 1956 – Kutaisi, 25 gennaio 2012) è stato un calciatore georgiano, di ruolo attaccante.
Tra gli attaccanti georgiani più prolifici di sempre, Megreladze realizzò 345 reti in 625 partite di campionato.
Passo buona parte della sua carriera in patria, soprattutto nel T'orp'edo Kutaisi (11 anni su 22 di carriera) riuscendo a farsi notare solamente a metà della propria carriera quando, a 28 anni, riuscì a divenire capocannoniere per la seconda volta consecutiva dell'Umaglesi Liga, massima serie georgiana, realizzando 71 marcature su 62 incontri in 2 stagioni. In queste stagioni risulta essere tra i migliori marcatori in Europa (nella stagione 1992-1993 sarebbe stato davanti ad Ally McCoist per la Scarpa d'oro). Dopo esser rimasto per alcuni anni ancora in Georgia conclude la carriera in una società russa.

## Palmarès

### Individuale
- Capocannoniere dell'Umaglesi Liga: 2

1992-1993, 1993-1994